# Tinta Barroca
De tinta barroca is een blauwe druivensoort die onder andere gebruikt wordt voor het maken van port.

## Kenmerken
Het is een makkelijk te verbouwen druivenras met een hoog rendement. Door zijn aanpassingsvermogen wordt deze druif veel verbouwd op de koudere noordelijke hellingen. Hierdoor krijgt de druif minder zon maar desondanks bouwt hij genoeg suikers op en wordt er genoeg zuur afgebroken in de druif. De druif geeft aangename tannines en vol rood fruit mee aan een wijn.

## Gebruik
De tinta barroca wordt niet alleen gebruikt voor rode wijn maar is ook vaak een bestanddeel van port. In het laatste geval in een blend.

## Gebieden
Gebieden waar de druif in ruime mate is aangeplant zijn Portugal in de Dourovallei maar ook in Zuid-Afrika

## Synoniemen[1]
- Baroccas
- Barroca
- Boca de mina
- Tinta barroca
- Tinta das barrocas
- Tinta gorda
- Tinta grossa
- Tinta vigaria